# 日本のクラシック音楽の作曲家一覧
日本のクラシック音楽の作曲家一覧（にほんのクラシックおんがくのさっきょくかいちらん）は、「クラシック音楽の作曲家」として信頼できる情報源で検証可能な作曲家を記載している。赤リンクには出典を設けている。日本のクラシック音楽の作曲家を生年の順に並べている。

## 19世紀

### 1889年以前
- 納所弁次郎（のうしょ べんじろう、1865年 - 1936年）
- 金須嘉之進（きす よしのしん、1867年 - 1951年）
- 瀬戸口藤吉（せとぐち とうきち、1868年 - 1941年）
- 幸田延（こうだ のぶ、1870年 - 1946年）
- 島崎赤太郎（しまざき あかたろう、1874年 - 1933年）
- 瀧廉太郎（たき れんたろう、1879年 - 1903年）
- 小松耕輔（こまつ こうすけ、1884年 - 1966年）
- 山田耕筰（やまだ こうさく、1886年 - 1965年）
- 鳥居維（とりい つな、1886年 - 1966年）
- 石川義一（いしかわ ぎいち、1887年 - 1962年）
- 信時潔（のぶとき きよし）、1887年 - 1965年）
- 町田佳声（まちだ かしょう、1888年 - 1981年）
- 大沼哲（おおぬま さとる）、1889年 - 1944年）
- 杉山長谷夫（すぎやま はせお、1889年 - 1952年）

### 1890年代
- 松島彝（まつしま つね、1890年 - 1985年）
- 安部正義（あべ せいぎ、1891年 - 1974年）
- 弘田龍太郎（ひろた りゅうたろう、1892年 - 1952年）
- 草川信（くさかわ しん、1893年 - 1948年）
- 成田為三（なりた ためぞう、1893年 - 1945年）
- 宮城道雄（みやぎ みちお、1894年 - 1956年）
- 箕作秋吉（みつくり しゅうきち、1895年 - 1971年）
- 大中寅二（おおなか とらじ、1896年 - 1982年）
- 菅原明朗（すがはら めいろう、1897年 - 1988年）
- 下総皖一（しもおさ かんいち、1898年 - 1962年）
- 坂本良隆（さかもと よしたか、1898年 - 1968年）
- 近衛秀麿（このえ ひでまろ、1898年 - 1973年）
- 宮原禎次（みやはら ていじ、1899年 - 1976年）

## 20世紀

### 1900年代
- 清瀬保二（きよせ やすじ、1900年 - 1981年）
- 大木正夫（おおき まさお、1901年 - 1971年）
- 太田忠（おおた ただし、1901年 - 没年不明）
- 齋藤秀雄（さいとう ひでお、1902年 - 1974年）
- 紙恭輔（かみ きょうすけ、1902年 - 1981年）
- 諸井三郎（もろい さぶろう、1903年 - 1977年）
- 石井五郎（いしい ごろう、1903年 - 1978年）
- 伊藤昇（いとう のぼる、1903年 - 1993年）
- 橋本國彦（はしもと くにひこ、1904年 - 1949年）
- 山本直忠（やまもと なおただ、1904年 - 1965年）
- 宅孝二（たく こうじ、1904年 - 1983年）
- 高木東六（たかぎ とうろく、1904年 - 2006年）
- 安倍盛（あべ さかり、1905年 - 1955年）
- 細川碧（ほそかわ みどり、1906年 - 1950年）
- 金井喜久子（かない きくこ、1906年 - 1986年）
- 池内友次郎（いけのうち ともじろう、1906年 - 1991年）
- 伊藤完夫 （いとう さだお、1906年 - 2005年）
- 須賀田礒太郎（すがた いそたろう、1907年 - 1952年）
- 大澤壽人（おおざわ ひさと、1907年 - 1953年）
- 平尾貴四男（ひらお きしお、1907年 - 1953年）
- 深井史郎（ふかい しろう、1907年 - 1959年）
- 呉泰次郎（ご たいじろう、1907年 - 1971年）
- 岡本敏明（おかもと としあき、1907年 - 1977年）
- 西田直道（にしだ なおみち、1907年 - 1978年）
- 長谷川良夫（はせがわ よしお、1907年 - 1981年）
- 小船幸次郎（こぶね こうじろう、1907年 - 1982年）
- 平岡照章（ひらおか てるあき、1907年 - 1992年）
- 須摩洋朔（すま ようさく、1907年 - 2000年）
- 松平頼則（まつだいら よりつね、1907年 - 2001年）
- 木村繁（きむら しげし、1908年 - 1985年）
- 陶野重雄（とうの しげお、1908年 - 1985年）
- 服部正（はっとり ただし、1908年 - 2008年）
- 貴志康一（きし こういち、1909年 - 1937年）
- 古関裕而（こせき ゆうじ、1909年 - 1989年）
- 渡邊浦人（わたなべ うらと、1909年 - 1994年）
- 初世宮下秀冽（しょせい みやした しゅうれつ、1909年 - 1993年）

### 1910年代
- 吉田隆子（よしだ たかこ、1910年 - 1956年）
- 江文也（こう ぶんや、1910年 - 1983年）
- 荻原利次（おぎはら としつぐ、1910年 - 1992年）
- 平井康三郎（ひらい こうざぶろう、1910年 - 2002年）
- 尾高尚忠（おだか ひさただ、1911年 - 1951年）
- 古川太郎（ふるかわ たろう、1911年 - 1964年）
- 清水脩（しみず おさむ、1911年 - 1986年）
- 安部幸明（あべ こうめい、1911年 - 2006年）
- 大築邦雄（おおつき くにお、1911年 - 1991年）
- 山田一雄（山田和男）（やまだ かずお、1912年 - 1991年）
- 飯田三郎（いいだ さぶろう、1912年 - 2003年）
- 柏木俊夫（かしわぎ としお、1912年 - 1994年）
- 市川都志春（いちかわ としはる、1912年 - 1998年）
- 外山道子（とやまみちこ、1913年 - 2006年）
- 熊田為宏（くまだ ためひろ、1913年 - 1993年）
- 髙田三郎（たかた さぶろう、1913年 - 2000年）
- 早坂文雄（はやさか ふみお、1914年 - 1955年）
- 松本民之助（まつもと たみのすけ、1914年 - 2004年）
- 伊福部昭（いふくべ あきら、1914年 - 2006年）
- 小山清茂（こやま きよしげ、1914年 - 2009年）
- 尾崎宗吉（おざき そうきち、1915年 - 1945年）
- 小倉朗（おぐら ろう、1915年 - 1990年）
- 戸田邦雄（とだ くにお、1915年 - 2003年）
- 柴田南雄（しばた みなお、1916年 - 1996年）
- 石桁眞禮生（いしけた まれお、1916年 - 1996年）
- 木下忠司（きのした ちゅうじ、1916年 - 2018年）
- 夏田鐘甲（なつだ しょうこう、1916年 - 2014年）
- 貴島清彦（きじま きよひこ 、1917年 - 1998年）
- 磯部俶（いそべ とし）、1917年 - 1998年）
- 大栗裕（おおぐり ひろし、1918年 - 1982年）
- 塚谷晃弘（つかたに あきひろ、1919年 - 1995年）
- 大木英子（おおき ひでこ、1919年 - 2008年）

### 1920年代
- 高田信一（たかた しんいち、1920年 - 1960年）
- 小林福子（こばやし ふくこ、1920年 - 2012年）
- 塚原晢夫（つかはら せつお、1921年 - 1978年）
- 入野義朗（いりの よしろう、1921年 - 1980年）
- 名取吾朗（なとり ごろう、1921年 - 1992年）
- 石井歓（いしい かん、1921年 - 2009年）
- 鬼頭恭一（きとう きょういち、1922年 - 1945年）
- 松下眞一（まつした しんいち、1922年 - 1991年）
- 別宮貞雄（べっく さだお、1922年 - 2012年）
- 中田喜直（なかだ よしなお、1923年 - 2000年）
- 長沢勝俊（ながさわ かつとし、1923年 - 2008年）
- 岩井直溥（いわい なおひろ、1923年 - 2014年）
- 菅野浩和（すがの ひろかず、1923年 - 2011年）
- 唯是震一（ゆいぜ しんいち、1923年 - 2015年）
- 團伊玖磨（だん いくま、1924年 - 2001年）
- 斎藤高順（さいとう たかのぶ、1924年 - 2004年）
- 眞鍋理一郎（まなべ りいちろう、1924年 - 2015年）
- 大中恩（おおなか めぐみ、1924年 - 2018年）
- 川崎優（かわさき まさる、1924年 - 2018年）
- 芥川也寸志（あくたがわ やすし、1925年 - 1989年）
- 徳永秀則（とくなが ひでのり、1925年 - 1998年）
- 奥村一（おくむら はじめ、1925年 - 1991年）
- 富永三郎（とみなが さぶろう、1926年 - 1987年）
- 江崎健次郎（えざき けんじろう、1926年 - ）
- 鏑木創（かぶらぎ はじめ、1926年 - 2014年）
- 小杉太一郎（こすぎ たいちろう、1927年 - 1976年）
- 山内正（やまのうち ただし、1927年 - 1980年）
- 佐藤慶次郎（さとう けいじろう、1927年 - 2009年）
- 松永通温（まつなが みちはる、1927年 - ）
- 寺原伸夫（てらはら のぶお、1928年 - 1998年）
- 土肥泰（どいゆたか、1928年 - 1998年）
- 佐藤勝（さとう まさる、1928年 - 1999年）
- 小橋稔（こばし みのる、1928年 - ）
- 丸田昭三（まるた しょうぞう、1928年 - ）
- 黛敏郎（まゆずみ としろう、1929年 - 1997年）
- 宍戸睦郎（ししど むつお、1929年 - 2007年）
- 松村禎三（まつむら ていぞう、1929年 - 2007年）
- 間宮芳生（まみや みちお、1929年 - 2024年）
- 湯浅譲二（ゆあさ じょうじ、1929年 - 2024年）
- 矢代秋雄（やしろ あきお、1929年 - 1976年）

### 1930年代
- 武満徹（たけみつ とおる、1930年 - 1996年）
- 原田甫（はらだ はじめ、1930年 - 1993年）
- 三木稔（みき みのる、1930年 - 2011年）
- 福島和夫（ふくしま かずお、1930年 - 2023年）
- 下山一二三（しもやま ひふみ、1930年 - 2023年）
- 寺島尚彦（てらしま なおひこ、1930年 - 2004年）
- 牧野由多可（まきの ゆたか、1930年 - 2005年）
- 助川敏弥（すけがわ としや、1930年 - 2015年）
- 廣瀬量平（ひろせ りょうへい、1930年 - 2008年）
- 田中利光（たなか としみつ、1930年 - 2020年）
- 多田武彦（ただ たけひこ、1930年 - 2017年）
- 諸井誠（もろい まこと、1930年 - 2013年）
- 近衛秀健（このえ ひでたけ、1931年 - 2003年）
- 池野成（いけの せい、1931年 - 2004年）
- 船川利夫（ふなかわ としお、1931年 - 2008年）
- 林光（はやし ひかる、1931年 - 2012年）
- 外山雄三（とやま ゆうぞう、1931年 - 2023年）
- 篠原眞（しのはら まこと、1931年 - 2024年）
- 松平頼暁（まつだいら よりあき、1931年 - 2023年）
- 南安雄（みなみ やすお、1931年 - 2012年）
- 小林秀雄（こばやし ひでお、1931年 - 2017年）
- 山本直純（やまもと なおずみ、1932年 - 2002年）
- 山本正美（岡本正美）（やまもと（おかもと） まさみ、1932年 - 2003年）
- 福島雄次郎（ふくしま ゆうじろう、1932年 - 2005年）
- 丹波明（たんば あきら、1932年 - 2023年）
- 冨田勲（とみた いさお、1932年 - 2016年）
- 仲俣申喜男（なかまた のぶきお、1932年 - ）
- 湯山昭（ゆやま あきら、1932年 - ）
- 永冨正之（ながとみ まさゆき、1932年 - 2020年）
- 熊谷弘（くまがい ひろし、1932年 - ）
- 萩原英彦（はぎわら ひでひこ、1933年 - 2001年）
- 原博（はら ひろし、1933年 - 2002年）
- 有馬礼子（ありま れいこ、1933年 - ）
- 一柳慧（いちやなぎ とし、1933年 - 2022年）
- 三善晃（みよし あきら、1933年 - 2013年）
- 伊東英直（いとう ひでなお、1933年 - ）
- 金光威和雄（こんこう いわお、1933年 - 2022年）
- 水野修孝（みずの しゅうこう、1934年 - ）
- 南弘明（みなみ ひろあき、1934年 - ）
- 早川正昭（はやかわ まさあき、1934年 - ）
- 兼田敏（かねだ びん、1935年 - 2002年）
- 嵐野英彦（あらしの ひでお、1935年 - 2016年）
- 原嘉壽子（はら かずこ、1935年 - 2014年）
- 蒔田尚昊（まいた しょうこう、1935年 - ）
- 平吉毅州（ひらよし たけくに、1936年 - 1998年）
- 佐藤敏直（さとう としなお、1936年 - 2002年）
- 石井眞木（いしい まき、1936年 - 2003年）
- 保科洋（ほしな ひろし、1936年 - ）
- 矢野義明（やの よしあき、1936年 - ）
- 平義久（たいら よしひさ、1937年 - 2005年）
- 藤田玄播（ふじた げんば、1937年 - ）
- 増本伎共子（ますもと きくこ、1937年 - ）
- 末吉保雄（すえよし やすお、1937年 - 2018年）
- 甲斐説宗（かい せっしゅう、1938年 - 1978年）
- 八村義夫（はちむら よしお、1938年 - 1985年）
- 小杉武久（こすぎ たけひさ、1938年 - 2018年）
- 高橋悠治（たかはし ゆうじ、1938年 - ）
- 塩見允枝子（しおみ みえこ、1938年 - ）
- 田村徹（たむら とおる、1938年 - ）
- 佐藤眞（さとう しん、1939年 - ）
- 須田くにお（すだ くにお、1939年 - ）

### 1940年代
- 野田暉行（のだ てるゆき、1940年 - 2022年）
- 吉崎清富（よしざき きよとみ、1940年 - ）
- 浦田健次郎（うらた けんじろう、 1941年 - ）
- 三枝成彰（さえぐさ しげあき、 1942年 - ）
- 三宅榛名（みやけ はるな、 1942年 - ）
- 池辺晋一郎（いけべ しんいちろう、1943年 - ）
- 玉木宏樹（たまき ひろき、1943年 - 2012年）
- 大前哲（おおまえ さとし、1943年 - ）
- 尾高惇忠（おだか あつただ、1944年-）
- 黒澤吉徳（くろさわ よしのり、1945年 - ）
- 福士則夫（ふくし のりお、1945年 - ）
- 松本日之春（1945年 ‐ 2023年）
- ロクリアン正岡（ロクリアン まさおか、1945年 - ）
- 藤田正典（ふじた まさのり、1946年 - 2009年[1]）
- 久保摩耶子（くぼ まやこ、1947年 - ）
- 宮原豊（みやはら ゆたか、1947年 - ）
- 加古隆（かこ たかし、1947年 - ）
- 佐藤聰明（さとう そうめい、1947年 - ）
- 近藤譲（こんどう じょう、1947年 - ）
- 新実徳英（にいみ とくひで、1947年 - ）
- 森ミドリ（もり みどり、1947年 - ）
- 金田潮兒（かねた ちょうじ、1948年 - ）
- 北爪道夫（きたづめ みちお、1948年 - ）
- 橋本祥路（はしもと しょうじ、1948年 - ）
- 柳田孝義（やなぎだ たかよし、1948年 - ）
- 横田信夫（よこた のぶお、1949年 - ）
- 嶋津武仁（しまづ たけひと、1949年 - ）
- 藤掛廣幸（ふじかけ ひろゆき、1949年 - ）
- 真島俊夫（ましま としお、1949年 - 2016年）
- 池上敏（いけがみ さとし、1949年 - 2024年）

### 1950年代
- 毛利蔵人（もうり くろうど、1950年 - 1997年）
- 中村滋延（なかむら しげのぶ、1950年 - ）
- 久石譲（ひさいし じょう、1950年 - ）
- 赤石敏夫（あかいし としお、1951年 - ）
- 松下功（まつしたいさお、1951年 - 2018年）
- 山田泉（やまだ いずみ、1952年 - 1999年）
- 坂本龍一（さかもと りゅういち、1952年 - 2023年）
- 糀場富美子（こうじば とみこ、1952年 - ）
- 宮澤一人（みやざわ かずと、1952年 - ）
- 茂木眞理子（もぎ まりこ、1952年 - ）
- 衛藤恵子（えとう けいこ、1953年 - ）
- 吉松隆（よしまつ たかし、1953年 - ）
- 野平一郎（のだいら いちろう、1953年 - ）
- 荻久保和明（おぎくぼ かずあき、1953年 - ）
- 菅野由弘（かんの よしひろ、1953年 - ）
- 西村朗（にしむら あきら、1953年 - 2023年）
- 高橋裕（たかはし ゆたか、1953年 - ）
- 鈴木憲夫（すずき のりお、1953年 - ）
- 津留崎直紀（つるさき なおき、1953年 - ）
- 鈴木行一（すずき ゆきかず、1954年 - 2010年）
- 高嶋みどり（たかしま みどり、1954年 - ）
- 吉川和夫（きっかわ かずお、1954年 - ）
- 細川俊夫（ほそかわ としお、1955年 - ）
- 青島広志（あおしま ひろし、1955年 - ）
- 藤枝守（ふじえだ まもる、1955年 - ）
- 南聡（みなみ さとし、1955年 - ）
- 伊藤祐二（いとう ゆうじ、1956年 - ）
- 大谷千正（おおたに せんしょう、1956年 - ）
- 木下牧子（きのした まきこ、1956年 - ）
- 天野正道（あまの まさみち、1957年 - ）
- 河合孝治（かわい こうじ、1957年 - ）
- 千原英喜（ちはら ひでき、1957年 - ）
- 座光寺公明（ざこうじ ひろあき、1958年 - 1987年）
- 鈴木輝昭（すずき てるあき、1958年 - ）
- 国枝春恵（くにえだ はるえ、1958年 - ）
- 中川俊郎（なかがわ としお、1958年 - ）
- 三輪眞弘（みわ まさひろ、1958年 - ）
- 山本純ノ介（やまもと じゅんのすけ、1958年 - ）
- 金澤攝（かなざわ おさむ、1959年 - ）
- 古川聖（ふるかわ きよし、1959年 - ）
- 松尾祐孝（まつお まさたか、1959年 - ）
- 丸山和範（まるやま かずのり、1959年 - ）
- 戸田顕（とだ あきら、1959年 -）

### 1960年代
- たかの舞俐（たかの まり、1960年 - ）
- 伊藤康英（いとう やすひで、1960年 - ）
- 木村純（きむら じゅん、1960年 - ）
- 江村哲二（えむら てつじ、1960年 - 2007年）
- 猿谷紀郎（さるや としろう、1960年 - ）
- 千住明（せんじゅ あきら、1960年 - ）
- 安川黙磷（やすかわ もくりん、1960年 - ）
- 山内雅弘（やまうち まさひろ、1960年 - ）
- 内本喜夫（うちもと よしお、1961年 - ）
- 高橋東悟（たかはし とうご、1961年 - 2012年）
- 大慈弥恵麻（おおじみ えま、1961年 - ）
- 田嶋勉（たじま つとむ、1961年 - ）
- 田中カレン（たなか かれん、1961年 - ）
- 松井孝夫（まつい たかお、1961年 - ）
- 横島浩（よこしま ひろし、1961年 - ）
- 吉田峰明（よしだ みねあき、1961年 - ）
- 秋岸寛久（あきぎし ひろひさ、1962年 - ）
- 久保禎（くぼ ただし、1962年 - ）
- 熊谷佳和（くまがい よしかず、1962年 - ）
- 鈴木治行（すずき はるゆき、1962年 - ）
- 野川晴義（のがわ はるよし、1962年 - ）
- 松下耕（まつした こう、1962年 - ）
- 和田薫（わだ かおる、1962年 - ）
- 田頭勉（たがしら つとむ、1962年 - ）
- 小栗克裕（おぐり かつひろ、1962年 - ）
- 立原勇（たちはら いさむ、1962年 -）
- 大江光（おおえ ひかり、1963年 - ）
- 伊藤弘之（いとう ひろゆき、1963年 - ）
- 敷地文江（しきち ふみえ、1963年 - ）
- 久田典子（ひさだ のりこ、1963年 - ）
- 藤家渓子（ふじいえ けいこ、1963年 - ）
- 土田英介（つちだ えいすけ、1963年 - ）
- 長生淳（ながお じゅん、1964年 - ）
- 野口剛夫（のぐち たけお、1964年 - ）
- 寺嶋陸也（てらしま りくや、1964年 - ）
- ヲノサトル（をの さとる、1964年 - ）
- 伊東乾（いとう けん、1965年 - ）
- 岩代太郎（いわしろ たろう、1965年 - ）
- 江村夏樹（えむら なつき、1965年 - ）
- 金子仁美（かねこ ひとみ、1965年 - ）
- 窪田隆二（くぼた りゅうじ、1965年 - ）
- 権代敦彦（ごんだい あつひこ、1965年 - ）
- 林佳樹（はやし よしき、1965年 - ）
- 中村寛（なかむら ひろし、1965年 - ）
- 近藤浩平（こんどう こうへい　1965年-）
- 細野真由美（ほその まゆみ、1966年 - ）
- 長谷部雅彦（はせべ まさひこ、1966年 - ）
- 山口淳（やまぐち じゅん、1967年 - ）
- 山本裕之（やまもと ひろゆき、1967年 - ）
- 福嶋頼秀（ふくしま よりひで、1967年 - ）
- 野村誠（のむら まこと、1968年 - ）
- 山路敦斗詩（やまじ あつし、1968年 - ）
- 伊左治直（いさじ すなお、1968年 - ）
- 田村文生（たむら ふみお、1968年 - ）
- 西風満紀子（にしかぜ まきこ、1968年 - ）
- 夏田昌和（なつだ まさかず、1968年 - ）
- 原田敬子（はらだ けいこ、1968年 - ）
- 木下正道（きのした まさみち、1969年 - ）
- 藤田崇文（ふじた たかふみ、1969年 - ）
- 望月京（もちづき みさと、1969年 - ）
- 山口恭子（やまぐち やすこ、1969年 - ）
- 横山勝巳（よこやま かつみ、1969年 - ）

### 1970年代
- 大村久美子（おおむら くみこ、1970年 - ）
- 新垣隆（にいがき たかし、1970年 - ）
- 一ノ瀬トニカ（いちのせ とにか、1970年 - ）
- 鈴木純明（すずき じゅんめい、1970年 - ）
- 小櫻秀樹（こざくら ひでき、1970年 - ）
- 岡谷かおり（おかたに かおり、1971年 - ）
- 岸野末利加（きしの まりか、1971年 - ）
- 小野貴史（おの たかし、1971年 - ）
- 信長貴富（のぶなが たかとみ、1971年 - ）
- 真鍋尚之（まなべ なおゆき、1971年 - ）
- 川島素晴（かわしま もとはる、1972年 - ）
- 飛田泰三（ひだ たいぞう、1972年 - ）
- 咲間貴裕（さくま たかひろ、1972年 - ）
- 平井元喜（ひらい もとき、1973年 - ）
- 堀井友徳（ほりい とものり、1973年 - ）
- 柏木葉二（かしわぎ ようじ、1973年 - ）
- 橘川琢（きつかわ みがく、1974年 - ）
- 武田モトキ（たけだ もとき、1974年 - ）
- 山下康介（やました こうすけ、1974年 - ）
- 広瀬勇人（ひろせはやと、1974年 - ）
- 山本和智（やまもと かずとも、1975年 - ）
- 木原塁（きはら るい、1975年 - ）
- 渋谷牧人（しぶや まきと、1976年 - ）
- 松本直祐樹（まつもと なおゆき、1976年 - ）
- 酒井健治（さかい けんじ、1977年 - ）
- 藤倉大（ふじくら だい、1977年 - ）
- 森川陽子（もりかわ ようこ、1977年 - [2])
- 樅山智子 (もみやま ともこ、1977年 - [3])
- 稲森安太己（いなもり やすたき、1978年 - ）
- 小田井清充（おだい きよみつ、 1978年 - [4][5][6][7])
- 今堀拓也（いまほり たくや、1978年 - ）
- 土屋洋一（つちや よういち、1978年 - ）
- 山口恭子（やまぐち きょうこ、1978年 - ）
- 安野太郎（やすの たろう、1979年 - ）
- 丸本大悟（まるもと だいご、1979年 - ）

### 1980年代
- 酒井健吉（さかい けんきち、1980年 - ）
- 松宮圭太（まつみや けいた、1980年 - ）
- 未知瑠（みちる、1980年 - ）
- 成宮北斗 (なるみやほくと、1980年 - )
- 石若雅弥（いしわか まさや、1981年 - ）
- 佐藤賢太郎（さとう けんたろう、1981年 - ）
- 荒井建（あらい たつる、1981年 - ）
- 坂田直樹 (さかた なおき、1981年 - )
- 佐原詩音 (さはらしおん、1981年 - )
- 小林純生（こばやし すみお、1982年 - ）
- 山根明季子（やまね あきこ、1982年 - ）
- 小出稚子（こいで のりこ、1982年 - ）
- 田口和行（たぐち かずゆき、1982年 - ）
- 石毛里佳（いしげ りか、1982年 - ）
- 木山光（きやま ひかり、1983年 - ）
- 前田恵実（まえだ えみ、1983年 - ）
- 難波研（なんば けん、1983年 - ）
- 宮川慎一郎（みやがわ しんいちろう、1983年 - ）
- 薮田翔一（やぶた しょういち、1983年 - ）
- 桑原ゆう（くわばら ゆう、1984年 - [8]）
- 福岡似奈（ふくおか にな、1988年 - [9][10]）
- 山本哲也（やまもと てつや、1989年 - ）
- 中堀海都（なかほり かいと、1989年 - ）
- 辻峰拓（つじ たかひろ、1989年 - ）

### 1990年代
- 山邊光二（やまべ こうじ、1990年 - [11]）
- 細木原豪紀（ほそきばら ごうき、1990年 - ）
- 清水チャートリー（しみず ちゃーとりー、1990年 - ）
- 水谷晨（みずたに しん、1991年 - [12]）
- 吉田文（よしだ あや、1992年 - [13][14]）
- 向井響（むかい ひびき、1993年 - [15]）
- 向井航（むかい わたる、1993年 - [16][17]）
- 大畑眞（おおはた まこと、1993年 - [18]）
- 波立裕矢（はりゅう ゆうや、1995年 - [19]）
- 近藤礼隆（こんどう のりたか、1995年 - [20]）
- 中橋祐紀（なかはし ゆき、1995年 - [21]）
- 室元拓人（むろもと たくと、1997年 - [22]）
- 根岸宏輔（ねぎし こうすけ、1998年 - [23]）
- 小栗舞花（おぐり まいか、1998年 - [24]）
- 田中弘基 (たなか ひろき、1999年 - [25])
- 井上莉里 (いのうえ りり、1999年 - [26])

### 2000年代
- 梅本佑利 (うめもと ゆうり、2002年 - [27])
- 佐藤伸輝（さとう のぶあき、2002年 - [28]）
- 牧野圭吾 (まきの けいご、2005年 - [29])